# Любимов, Михаил Иванович
Михаил Иванович Любимов (около 1839, Пермь — 27 октября [9 ноября] 1909, Москва) — пермский купец 1-й гильдии, меценат и общественный деятель. Пермский городской голова в 1879—1881 годах. Представитель династии Любимовых, потомственный почётный гражданин.

## Биография
Родился около 1839 года в Перми, в семье Ивана Филипповича Любимова, купца и городского головы. Его старший брат Иван тоже известен как предприниматель, общественный деятель и городской голова. Окончил Пермскую мужскую гимназию, а в 1868 году — Императорский Московский университет. После этого поступил на государственную службу, и к 1909 году достиг звания действительного статского советника.
Совместно с братом Иваном владел в Перми несколькими домами, лавками и амбарами. Принимал активное участие в деятельности земств разного уровня: в 1870—1875 гг был гласным Пермского уездного, а в 1871—1873 — губернского земского собрания; в 1871—1882 гг — гласный Пермской городской думы, в 1872—1874 — член Пермской уездной земской управы, с 1870 года — 1-й председатель Пермской уездной земской управы, в 1873—1879 гг — директор Пермского общественного Мариинского банка, в 1873—1882 гг — почётный мировой судья Пермского округа. С 1868 года был почётным смотрителем Пермского уездного училища, а в 1870—1872 гг — директором детского приюта.
5 (17) декабря 1878 года был избран пермским городским головой. Он был утверждён в этой должности 12 (24) января 1879 года и занимал её до 1 (13) мая 1881 года.
Также Любимов занимался благотворительной деятельностью: в 1876—1879 гг входил в попечительский совет Алексеевского реального училища (с 1881 года — почётный попечитель) и в комитет городской общественной библиотеки. Был членом губернского попечительства детских приютов, окружного правления общества спасания на водах, местного управления Российского общества Красного Креста. В 1878—1880 гг был старостой кафедрального собора. Пожертвовал свой дом в Перми для торговой школы и 15000 рублей Алексеевскому реальному училищу.
После смерти брата в 1899 году Михаил Иванович возглавил пароходство «Иван Любимов и K°» и перенёс главную контору в Москву. Умер в Москве 9 ноября (27 октября) 1909 года.